# Aquila Basket Trento 2012-2013
Questa voce raccoglie le informazioni riguardanti l'Aquila Basket Trento nelle competizioni ufficiali della stagione 2012-2013.

## Stagione
La stagione 2012-2013 dell'Aquila Basket Trento sponsorizzata Bitumcalor, è stata la prima stagione in Legadue.

## Organigramma societario
Dal sito internet della Lega.
Area dirigenziale
- Presidente: Luigi Longhi
- General Manager: Salvatore Trainotti
- Team Manager: Michael Robinson
- Ufficio stampa: Stefano Trainotti

Area tecnica
- Allenatore: Maurizio Buscaglia
- Assistente allenatore: Vincenzo Cavazzana
- Preparatore atletico: Christian Verona
- Massaggiatore: Franco Jachemet
- Medico: Alessandro Tenuti
- Addetto statistiche: Daniele Tovazzi
- Responsabile settore giovanile: Alessio Marchini

## Roster
Aggiornato al 20 ottobre 2021.
| Bitumcalor Trento 2012-13 | Bitumcalor Trento 2012-13 |
| Giocatori                 | Staff tecnico             |
| ------------------------- | ------------------------- |

| N. | Naz.                                        | Ruolo | Nome               | Anno | Alt.   | Peso   |  |
| -- | ------------------------------------------- | ----- | ------------------ | ---- | ------ | ------ |  |
| 5  | Stati Uniti (bandiera) · Nigeria (bandiera) | G     | Michael Umeh       | 1984 | 188 cm | 87 kg  |  |
| 7  | Italia (bandiera)                           | AG    | Davide Pascolo     | 1990 | 201 cm | 88 kg  |  |
| 8  | Italia (bandiera)                           | G     | Leonardo Muhlbach  | 1993 | 193 cm | 84 kg  |  |
| 10 | Argentina (bandiera) · Italia (bandiera)    | P     | Andrés Forray (C)  | 1986 | 187 cm | 84 kg  |  |
| 11 | Italia (bandiera)                           | C     | Luigi Dordei       | 1981 | 202 cm | 101 kg |  |
| 12 | Italia (bandiera)                           | C     | Alessio Basile     | 1986 | 207 cm | 110 kg |  |
| 13 | Italia (bandiera)                           | P     | Stefano Bossi      | 1994 | 185 cm | 80 kg  |  |
| 15 | Italia (bandiera)                           | C     | Luca Garri         | 1982 | 207 cm | 108 kg |  |
| 19 | Romania (bandiera) · Italia (bandiera)      | AP    | Alin Ionut Zaharie | 1994 | 200 cm | 92 kg  |  |
| 20 | Stati Uniti (bandiera)                      | AP    | B.J. Elder         | 1982 | 199 cm | 100 kg |  |
| 41 | Italia (bandiera)                           | G     | Luca Conte         | 1980 | 193 cm | 90 kg  |  |
| 45 | Italia (bandiera)                           | G     | Marco Spanghero    | 1991 | 186 cm | 78 kg  |  |

| Allenatore                                                                       |
| - Maurizio Buscaglia                                                             |
| Assistente/i                                                                     |
| - Vincenzo Cavazzana Legenda - (C) Capitano - (IN) Inattivo - Infortunato Roster |